# Olympische Sommerspiele 1964/Teilnehmer (Jugoslawien)
| Gelbes Symbol für Goldmedaillen mit stilisierten Olympischen Ringen | Graues Symbol für Silbermedaillen mit stilisierten Olympischen Ringen | Braundes Symbol für Bronzemedaillen mit stilisierten Olympischen Ringen |
| ------------------------------------------------------------------- | --------------------------------------------------------------------- | ----------------------------------------------------------------------- |
| 2                                                                   | 1                                                                     | 2                                                                       |

Die Sozialistische Föderative Republik Jugoslawien nahm an den Olympischen Sommerspielen 1964 in Tokio mit einer Delegation von 75 Athleten (72 Männer und 3 Frauen) an 32 Wettkämpfen in neun Sportarten teil.
Die jugoslawischen Sportler gewannen zwei Gold-, eine Silber- und zwei Bronzemedaillen. Olympiasieger wurden der Turner Miroslav Cerar am Seitpferd und der Ringer Branislav Simić im Mittelgewicht des griechisch-römischen Stils. Cerar gewann außerdem am Reck Bronze, wie auch der Ringer Branislav Martinović im Leichtgewicht des griechisch-römischen Stils. Silber sicherte sich die Wasserballmannschaft der Männer. Fahnenträger bei der Eröffnungsfeier war Miroslav Cerar.

## Teilnehmer nach Sportarten

### Basketball
- 7. Platz
Nemanja Đurić
Dragoslav Ražnatović
Trajko Rajković
Zvonimir Petričević
Miodrag Nikolić
Dragan Kovačić
Radivoj Korać
Slobodan Gordić
Giuseppe Gjergja
Vital Eiselt
Ivo Daneu
Vladimir Cvetković

### Fußball
- 6. Platz
Slaven Zambata
Svetozar Vujović
Silvester Takač
Spasoje Samardžić
Lazar Radović
Josip Pirmajer
Ivica Osim
Jovan Miladinović
Lazar Lemić
Živorad Jevtić
Mirsad Fazlagić
Dragan Džajić
Ivan Ćurković
Milan Čop
Marijan Brnčić
Rudolf Belin

### Kanu
- Staniša Radmanović
Kajak-Vierer 1000 m: 8. Platz

- Aleksandar Kerčov
Kajak-Vierer 1000 m: 8. Platz

- Vladimir Ignjatijević
Kajak-Vierer 1000 m: 8. Platz

- Dragan Desančić
Kajak-Vierer 1000 m: 8. Platz

### Leichtathletik
Männer
- Simo Važić
1500 m: im Halbfinale ausgeschieden
5000 m: im Vorlauf ausgeschieden

- Franc Červan
5000 m: im Vorlauf ausgeschieden
10.000 m: 10. Platz

- Ðani Kovač
400 m Hürden: im Vorlauf ausgeschieden

- Slavko Špan
3000 m Hindernis: im Vorlauf ausgeschieden

- Roman Lešek
Stabhochsprung: 13. Platz

- Dako Radošević
Diskuswurf: 16. Platz

Frauen
- Gizela Farkaš
800 m: im Halbfinale ausgeschieden

- Olga Gere-Pulić
Hochsprung: 7. Platz

- Draga Stamejčič
80 m Hürden: 7. Platz
Fünfkampf: 5. Platz

### Ringen
- Branislav Martinović
Federgewicht, griechisch-römisch: Bronze

- Stevan Horvat
Leichtgewicht, griechisch-römisch: 5. Platz

- Branislav Simić
Mittelgewicht, griechisch-römisch: Gold

- Petar Cucić
Halbschwergewicht, griechisch-römisch: in der 3. Runde ausgeschieden

### Rudern
- Ante Guberina
Zweier mit Steuermann: im Halbfinale ausgeschieden

- Slavko Janjušević
Zweier mit Steuermann: im Halbfinale ausgeschieden

- Zdenko Balaš
Zweier mit Steuermann: im Halbfinale ausgeschieden

- Vjekoslav Skalak
Achter mit Steuermann: 4. Platz

- Pavao Martić
Achter mit Steuermann: 4. Platz

- Marko Mandič
Achter mit Steuermann: 4. Platz

- Lucijan Kleva
Achter mit Steuermann: 4. Platz

- Boris Klavora
Achter mit Steuermann: 4. Platz

- Alojz Colja
Achter mit Steuermann: 4. Platz

- Jože Berc
Achter mit Steuermann: 4. Platz

- Jadran Barut
Achter mit Steuermann: 4. Platz

### Schwimmen
Männer
- Slobodan Dijaković
400 m Freistil: im Vorlauf ausgeschieden
1500 m Freistil: im Vorlauf ausgeschieden

- Veljko Rogošić
1500 m Freistil: im Vorlauf ausgeschieden
400 m Lagen: im Vorlauf ausgeschieden

### Turnen
Männer
- Miroslav Cerar
Einzelmehrkampf: 7. Platz
Boden: 30. Platz
Pferdsprung: 19. Platz
Barren: 6. Platz
Reck: Bronze 
Ringe: 12. Platz
Seitpferd: Gold 
Mannschaftsmehrkampf: 11. Platz

- Tine Šrot
Einzelmehrkampf: 65. Platz
Boden: 100. Platz
Pferdsprung: 54. Platz
Barren: 55. Platz
Reck: 55. Platz
Ringe: 25. Platz
Seitpferd: 85. Platz
Mannschaftsmehrkampf: 11. Platz

- Alojz Petrovič
Einzelmehrkampf: 61. Platz
Boden: 89. Platz
Pferdsprung: 48. Platz
Barren: 52. Platz
Reck: 75. Platz
Ringe: 42. Platz
Seitpferd: 54. Platz
Mannschaftsmehrkampf: 11. Platz

- Ivan Čaklec
Einzelmehrkampf: 80. Platz
Boden: 68. Platz
Pferdsprung: 54. Platz
Barren: 83. Platz
Reck: 85. Platz
Ringe: 81. Platz
Seitpferd: 60. Platz
Mannschaftsmehrkampf: 11. Platz

- Janez Brodnik
Einzelmehrkampf: 57. Platz
Boden: 61. Platz
Pferdsprung: 95. Platz
Barren: 60. Platz
Reck: 37. Platz
Ringe: 57. Platz
Seitpferd: 69. Platz
Mannschaftsmehrkampf: 11. Platz

- Nenad Vidović
Einzelmehrkampf: 89. Platz
Boden: 80. Platz
Pferdsprung: 109. Platz
Barren: 87. Platz
Reck: 80. Platz
Ringe: 100. Platz
Seitpferd: 45. Platz
Mannschaftsmehrkampf: 11. Platz

### Wasserball
- Silber 
Ozren Bonačić
Zoran Janković
Milan Muškatirović
Ante Nardelli
Frane Nonković
Vinko Rosić
Mirko Sandić
Zlatko Šimenc
Božidar Stanišić
Karlo Stipanić
Ivo Trumbić